# پینا چئی
پینا چئی (ایتالیایی: Pina Cei؛ ۱۳ ژوئن ۱۹۰۴ – ۱ فوریهٔ ۲۰۰۰) بازیگر اهل ایتالیا بود.
از فیلم‌ها یا برنامه‌های تلویزیونی که وی در آن نقش داشته‌است، می‌توان به عشق و آشوب، لا تراویاتا، و چشمان سیاه اشاره کرد.